# جو هی (بازیکن فوتبال)
جو هی (انگلیسی: Joe Hayes; ۲۰ ژانویهٔ ۱۹۳۶ – ۴ فوریهٔ ۱۹۹۹) یک بازیکن فوتبال بود.